# Escàndol
Un escàndol és un esdeveniment que transcendeix a l'opinió pública amb una imatge negativa referida a afers morals o contra els principis que regeixen una comunitat. Els mitjans de comunicació tenen un paper destacat en la irrupció sobtada de l'afer entre la gent. En termes catòlics, el pecat d'escàndol és aquella conducta immoral que es duu a terme enfront dels altres de manera intencionada.
La majoria d'escàndols afecten l'esfera política (corrupció, tractats secrets filtrats o conductes impròpies dels dirigents), acadèmica (plagi, nepotisme, informació incorrecta), esportiva (dopatge, victòries il·lícites, ús de diners del mercat negre) o de personatges amb popularitat: vida privada immoral, aliances amb entitats de mala reputació. També són escàndols els crims que causen més alarma, com aquells relacionats amb grans sumes de diners o la pedofília, per exemple.